# Verniciatura a polvere
La verniciatura a polveri è un procedimento di rivestimento di superfici metalliche con un film organico, effettuato a scopo decorativo e/o di protezione dalla corrosione e da agenti aggressivi.

## Descrizione
I pezzi in lavorazione vengono ricoperti di polvere verniciante a base di resine sintetiche (ad esempio le polveri epossidiche), che aderisce per effetto elettrostatico, e poi passati in un forno dove a causa della temperatura la vernice prima fonde e poi polimerizza dando uno strato aderente. 
La verniciatura a polvere si effettua in impianti attrezzati che prevedono:
- un nastro trasportatore aereo a catena dove vengono appesi i pezzi da verniciare, in genere lamiere, tubi, cannelle e profilati.
- un sistema di lavaggio dei pezzi
- un forno di polimerizzazione
- cabine di applicazione con pistole elettrostatiche, o triboelettriche.

## Caratteristiche
Come per gli altri tipi di verniciatura, il risultato in termini di aderenza, durata e resistenza alla corrosione è pesantemente influenzato dalla preparazione preverniciatura della superficie.
In effetti lo spessore dello strato verniciante ottenibile con questa tecnologia è nettamente superiore a quello ottenibile con vernice liquida (si superano agevolmente i 100 micrometri) e le caratteristiche meccaniche (durezza, elasticità) possono essere molto elevate, tuttavia in mancanza di una adeguata preparazione si verificano facilmente sfogliature, formazione di bolle (per processi osmotici), screpolature.
Con la verniciatura a polvere (anche chiamata plastificazione) si possono comunque ottenere ottime prestazioni sia a livello di finitura, anche se la brillantezza non raggiunge quella delle vernici liquide, che di tenuta meccanica.
Le tinte possono essere ottenute con tutte le tonalità di colore ed inoltre, nella gamma internazionale RAL, si possono realizzare tinte metallizzate.

## Il cambio del colore
Particolarmente critico negli impianti di verniciatura a polvere è il cambio colore: poiché la polvere abbattuta dall'aria di ventilazione delle cabine viene recuperata, quando si voglia cambiare la tinta in lavorazione è indispensabile effettuare una pulizia accuratissima non solo delle apparecchiature di applicazione e delle cabine, ma anche di tutto il circuito dell'aria e del riciclo della polvere.
Al contrario delle vecchie cabine costruite in lamiera di ferro, le moderne cabine di verniciatura a polveri sono costruite in materiale dielettrico come la vetro-resina: questo consente una pulizia veloce delle pareti e nelle versioni più moderne anche il cambio automatico del colore (cabine autopulenti)
Esistono delle cabine a flusso d'acqua destinate a raccogliere gli scarti di polveri e nelle versioni più moderne si possono riciclare

## Uso
Trova una vasta applicazione a livello industriale, in quanto dal punto di vista qualitativo è di facile applicazione e dal punto di vista ecologico e dell'ambiente di lavoro elimina il problema dei solventi, ma dato il procedimento necessario per il cambio del colore, la produzione viene normalmente eseguita a grandi lotti colore.
Si può applicare ai seguenti materiali:
- acciaio
- alluminio
- metalli zincati.
- MDF medium-density fibreboard (è un pannello derivato del legno)
- vetro